# Nicole Freedman
Nicole Freedman née le 21 mai 1972 à Wellesley, est une coureuse cycliste professionnelle américaine.

## Palmarès sur route
- 1995
  - Prologue de Redlands Bicycle Classic
- 1999
  - Manhattan Beach Grand Prix
- 2000
  -  Championne des États-Unis sur route
  - 2e de la Clarendon Cup
- 2001
  - 2e étape de la Redlands Bicycle Classic
  - 3e étape de International Tour de Toona
- 2002
  - 4e étape de la Redlands Bicycle Classic
  - 2e étape de l'International Tour de Toona
- 2003
  - 2e des championnats d'Israël de cyclisme sur route (invitée)
- 2004
  - 2e étape de la Valley of the Sun Stage Race
  - 2e du Manhattan Beach Grand Prix
- 2005
  - 2e étape du Tour de Nouvelle-Zélande féminin
  - 2e étape de la Joe Martin Stage Race
  - 2e du Manhattan Beach Grand Prix